# Yppandeförbud

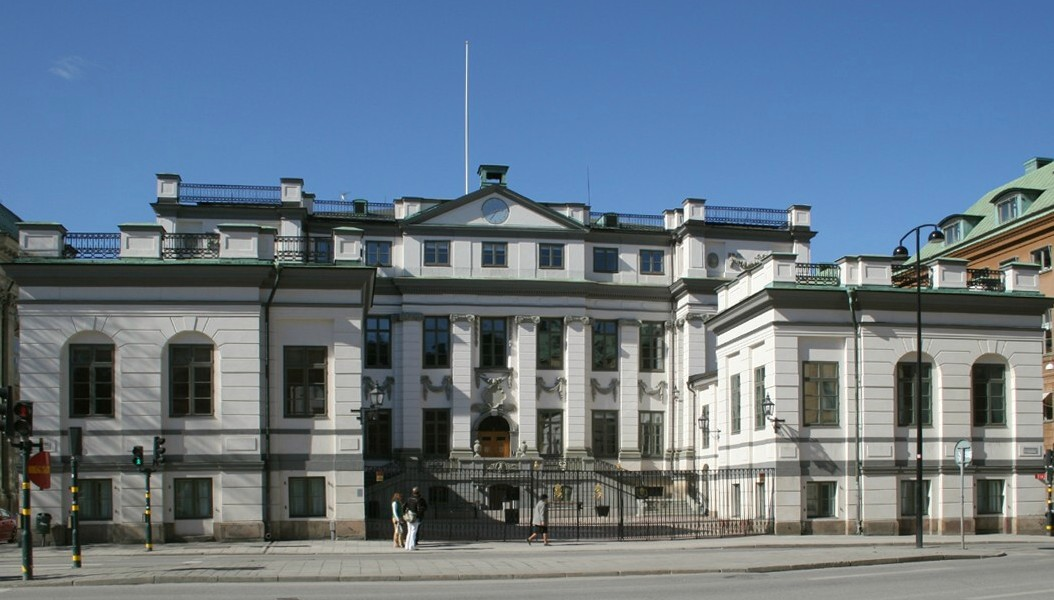
Högsta domstolen i Stockholm

Yppandeförbud är ett speciellt förbud att berätta vad som hänt under en rättegångsförhandling i brottmål som skett bakom stängda dörrar.
Huvudregeln i Sverige är att alla rättegångsförhandlingar är offentliga, vilket innebär att allmänheten, det vill säga envar som så önskar, har tillträde enligt 5 kap 1 § första stycket rättegångsbalken.
Om rätten antar att det vid en förhandling kommer att berättas något som är hemligt enligt sekretesslagen (1980:100), och som det är viktigt att hålla hemligt, kan den besluta att förhandlingen hålls bakom lyckta dörrar, enligt 5 kap 1 § andra stycket rättegångsbalken.
Ibland fattas detta beslut för att skydda någon som är under 15 år eller någon som lider av psykisk störning. I sexualmål fattas ofta sådana beslut för att rent allmänt skydda brottsoffret. I andra mål, såsom terroristmål, kan beslut om lyckta dörrar också fattas av hänsyn till rikets säkerhet.
I vissa fall då förhandling sker bakom lyckta dörrar kan domstolen dessutom enligt 5 kap 4 § rättegångsbalken besluta om yppandeförbud, vilket innebär att en viss uppgift som framkommit inte får föras vidare. Det gäller även den som är försvarsadvokat (offentlig försvarare), som endast får diskutera med sin egen klient. Ofta är det åklagaren som begär yppandeförbud.
Redan under förundersökningen kan ett beslut om yppandeförbud förekomma. Beslutet fattas i sådant fall av undersökningsledaren (normalt en åklagare), se 23 kap. 10 § sjunde stycket rättegångsbalken.    
Det har riktats skarp kritik mot yppandeförbudet särskilt från advokathåll. Ett yppandeförbud kan av den tilltalade upplevas så att domstolen och försvararen håller ihop och håller den tilltalade utanför. Detta kan lätt medföra att den tilltalade tappar förtroendet för sin försvarare. Om försvararen då "läcker" till sin klient kan han eller hon straffas antingen för brott mot yppandeförbudet eller – vilket kan ge högre straff – enligt sekretesslagen.
Ett privat yppandeförbud existerar också. Det bygger i så fall på att avtal träffats.

## Fotnoter
1. 1 2  ”Arkiverade kopian”. Arkiverad från originalet den 7 mars 2017. https://web.archive.org/web/20170307124104/https://lagen.nu/1942:740#K5. Läst 5 februari 2009.
2. ↑  http://www.trelleborgsallehanda.se/article/20080307/SENASTENYTT/193350326/1230/RSS
3. ↑  http://sydsvenskan.se/malmo/article164257.ece
4. ↑  ”Arkiverade kopian”. Arkiverad från originalet den 7 mars 2017. https://web.archive.org/web/20170307124104/https://lagen.nu/1942:740#K5P4. Läst 5 februari 2009.
5. ↑  ”Advokaten - Advokaten och tystnadsplikten”. www.advokaten.se. Arkiverad från originalet den 4 oktober 2022. https://web.archive.org/web/20221004000028/https://www.advokaten.se/Tidningsnummer/2013/Nr-5-2013-Argang-79/Advokaten-och-tystnadsplikten/. Läst 28 juli 2022.
6. ↑  Advokatkritik Arkiverad 25 augusti 2010 hämtat från the Wayback Machine.
7. ↑  JKs yttrande http://www.jk.se/sv-SE/Beslut/Tillsynsarenden/1708-04-71.aspx
8. ↑  ”Advokat dömd för brott mot yppandeförbud”. Dagens Nyheter. 26 oktober 2005. http://www.dn.se/nyheter/sverige/advokat-domd-for-brott-mot-yppandeforbud/.  ”Advokaten som tipsade sin klient om vem som tjallat i en polisutredning döms till dagsböter för brott mot yppandeförbudet. [...] inte som [åklagaren] önskade [...] för brott mot tystnadsplikten.”
9. ↑  ”Arkiverade kopian”. Arkiverad från originalet den 2 januari 2009. https://web.archive.org/web/20090102134452/http://www.nt.se/nyheter/artikel.aspx?articleid=4656606. Läst 5 februari 2009.